# 문현금융단지

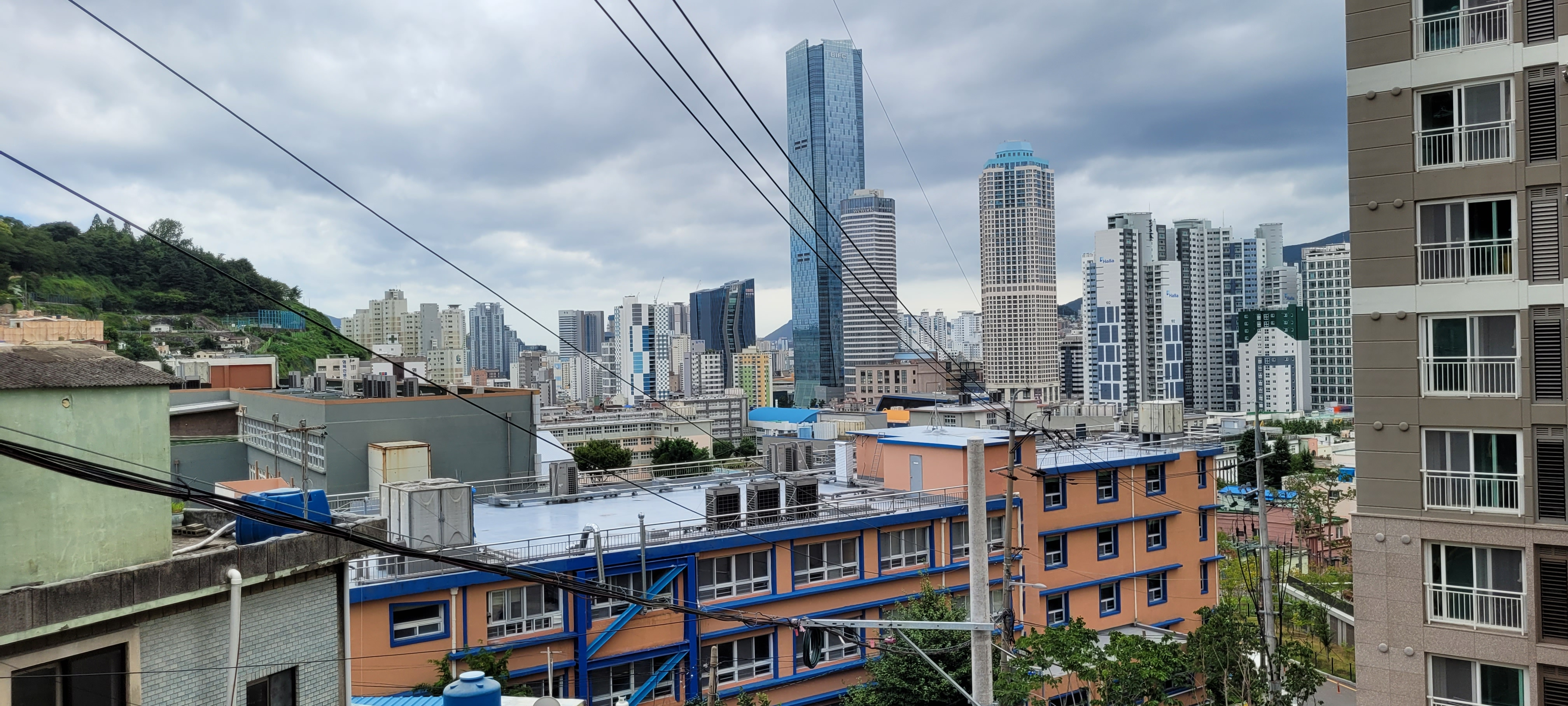
문현금융단지

문현금융단지(門峴金融團地, Munhyeon Finance Complex)는 부산광역시가 2009년 파생 상품, 선박 금융 특화 금융 중심지로 지정됨에 따라 남구 문현동 일대에 지어지는 혁신도시이다. 부산 도시철도 2호선 국제금융센터·부산은행역이 가까이 있다.
일반 상업 용지 1만6967m2 규모의 일반 상업 용지에는 박근혜 대통령이 후보 시절 약속했던 선박금융공사와 선박·파생금융특수대학이 들어설 것으로 알려져 있었으나 그 일정이 언제일지는 현재 결정되지 않은 상태이다.

## 목록

### 기술보증기금
원래 중구 중앙동에 위치해 있었던 기술보증기금은 2011년 5월 문현금융단지에 처음으로 입주하였다. 사옥은 지상 15층 지하 2층 규모이다.

### 한국은행 부산본부
한국은행 부산본부는 2013년 7월 지상 4층 지하 1층 규모의 신사옥을 완공하고 입주하였다.
사옥의 1층에는 200m2 규모의 화폐전시관이 있다.

### 부산은행
부산은행이 입주한 지상 23층 지하 3층 규모의 부산은행 신 사옥은 2010년에 착공하여 2014년 6월 완공되었고 2014년 10월 13일에 본점을 이전했다.

### 통합개발구역

#### 1단계부산국제금융센터(BIFC)
통합개발구역 1단계 부지에는 지상 63층, 지하 3층 289m 규모로 건설되는 부산국제금융센터에는 부산 이전 공공기관 한국자산관리공사, 한국남부발전, 한국예탁결제원, 대한주택보증, 한국주택금융공사, 해양, 해운·선박 금융을 지원할 해양금융종합센터, 한국해양보증, 한국선박회사, 캠코선박운용, 유관기관 한국거래소, 농협중앙회 부산본부, 신용보증기금 부산지부가 입주했다.
이 외에도 카이스트 부산 금융전문대학원. 박근혜 대통령이 후보 시절 공약으로 내걸었던 부산국제금융연수원, 그리고 대형 상업 시설이 들어설 예정이다.
해외 금융 기업에는 씨티은행, 요즈마그룹, BMI그룹, UIB손해보험중개, 라이나원이 입주했다.

#### 2단계비아이시티(BI CITY)
통합개발구역 2단계 부지에는 오피스, 오피스텔, 상업 시설, 그리고 뮤지컬 전용 극장 등이 들어서고 있다. 건축안은 통과된 상태였고 2015년에 착공하였고 2018년에 완공되었다.

#### 3단계BIFC II
통합개발구역 3단계 부지에는 오피스와 지식산업센터가 들어선다. 저층에는 지식산업센터가 들어서고 중층과 고층에는 오피스가 들어선다. 2022년 지상 45층 규모의 빌딩을 착공하고 2026년까지 완공 예정이다.

## 계획중인 사항

### 부산국제블록체인비즈니스센터(BIBC)
일반용지에 들어설 부산국제블록체인비즈니스센터(BIBC)의 유력 후보지다.

### 4단계 확장
부산디지털자산거래소를 설립할 가능성이 있다.

## 같이 보기
- 혁신도시
- 부산광역시